# Toni Kroos
Toni Kroos (Greifswald, Njemačka, 4. siječnja 1990.) bivši je njemački nogometaš i reprezentativac koji je igrao na poziciji veznog igrača.

## Karijera

### Klupska karijera

#### Počeci
Kroos je rođen u Greifswaldu te je igrao u omladinskom sastavu kluba Greifswalder SV. Kasnije je transferiran u mladu momčad Hanse Rostock dok je sezonu 2006./07. proveo igrajući za juniore Bayerna.
U seniorima Bayern Münchena igrač je debitirao 26. rujna 2007. u visokoj 5:0 pobjedi protiv Energie Cottbusa. Na njoj se Toni Kroos istaknuo s dvije asistencije Miroslavu Kloseu u svega 18 minuta igre. Tu je i gostujući susret protiv Crvene zvezde u Europskoj ligi. Tada je igrač ušao u igru u 81. minuti te je u posljednjem napadu gostiju asistirao Kloseu za gol i Bayernovu pobjedu.

#### Posudba u Bayer Leverkusen
Bavarski klub je Kroosa u siječnju 2009. dao na posudbu Bayer Leverkusenu. Svoj prvi bundesligaški gol za novi klub, Kroos je ostvario 18. travnja 2009. protiv Wolfsburga gdje je Bayer poražen s 2:1.
19. prosinca 2009. igrač je za klub zabio dva gola u 3:2 pobjedi protiv Borussije Mönchengladbach. Zbog dobrih igara, njemački sportski magazin Kicker je proglasio Kroosa igračem mjeseca (prosinac 2009.). Također, Bayern je odlučio zadržati Kroosa u vlastitim redovima te ga je 2010. vratio s posudbe te produljio s njime ugovor do 2012.

#### Povratak u Bayern
Završetkom Svjetskog prvenstva 2010. Toni Kroos se vraća u Bayern München nakon godine i pol na posudbi u Leverkusenu. Igrač je prvi prvenstveni gol za klub zabio 29. listopada 2010. protiv Freiburga u visokoj 4:1 pobjedi.

#### Real Madrid
Za madridski Real, Kroos je potpisao 17. srpnja 2014. ugovor na šest godina dok je iznos transfera ostao nepoznat.

### Reprezentativna karijera
Prije seniorske, Kroos je igrao za U17, U19 i U21 reprezentacije. S U17 reprezentacijom je 2007. osvojio četvrto mjesto te su mu dodijeljene nagrade za najboljeg igrača i strijelca turnira.
U siječnju 2010. igrač je pozvan u seniorsku reprezentaciju s kojom je trenirao u Sindelfingenu. Za Njemačku je debitirao 3. ožujka iste godine u prijateljskoj utakmici protiv Argentine. Kasnije ga je izbornik Joachim Löw uvrstio na popis reprezentativaca za predstojeće Svjetsko prvenstvo.
Svoj debi na Svjetskom prvenstvu ostvario je u posljednjoj utakmici protiv Gane, ušavši u igru u 80. minuti kao zamjena za Bastiana Schweinsteigera. Elf je u toj utakmici pobijedio s minimalnim rezultatom. Kasnije je još igrao u četvrtfinalu protiv Argentine, u polufinalu protiv Španjolske i utakmici za treće mjesto protiv Urugvaja.
Na tom turniru Kroos je s reprezentacijom osvojio brončanu medalju.
Tijekom kvalifikacija za EURO 2012. Toni Kroos je postao standardan igrač u njemačkoj reprezentaciji. Njemačka je u kvalifikacijskom ciklusu pobijedila u svih deset utakmica. Nakon što je reprezentacija osigurala nastup na europskoj smotri, Kroos je zabio prva dva pogotka za Elf na prijateljskim utakmicama protiv Poljske i Ukrajine.
S Elfom je 2014. godine postao svjetski prvak osvojivši Svjetsko prvenstvo koje se održavalo u Brazilu.
Njemački nogometni izbornik objavio je u svibnju 2016. popis za nastup na Europsko prvenstvo u Francuskoj, na kojem se nalazi Kroos.

## Vanjske poveznice
- Profil igrača na Transfermarkt.de  Arhivirana inačica izvorne stranice od 28. kolovoza 2009. (Wayback Machine)
- Profil igrača na Fussballdaten.de
- Profil igrača na Kicker.de